# 39歳の秋
『39歳の秋』（さんじゅうきゅうさいのあき）は、1998年8月31日から10月23日にかけて、TBS系列の「花王 愛の劇場」枠にて放送された昼のテレビドラマ。放送時間は月曜から金曜の13:00-13:30（JST）。全8週、40回。

## あらすじ
電機店に勤める39歳の百恵は、最近恋人と別れたばかり。しかし、三鷹支店の支店長に抜擢され、25歳の卓也に愛を告白されるという幸運な出来事が起こる。一方、百恵の親友・美也子は、夫の会社が倒産という憂き目に遭い、自ら働きに出ることに。

## キャスト
- 若松百恵 - 片平なぎさ
- 長谷川美也子 - 石野真子
- 田中卓也 - 大沢健
- 長谷川篤（美也子の夫） - 勝野洋
- 長谷川奈々（美也子の長女） - 鮎川なおみ（現・鮎河ナオミ）
- 長谷川美沙（美也子の次女） - 邑野未亜（現・邑野みあ）
- 寛子（卓也の元恋人） - 山口香緒里
- 大和田 - 春田純一
- 今喜多社長 - 金田龍之介
- ほしのあき
- 由利（百恵の部下） - 桂木文
- 伊藤（百恵の上司） - 草見潤平
- 岩城（百恵の見合い相手） - 松澤一之
- 田中綾子（卓也の母）　- 柏木由紀子
- 田中清治（卓也の父）　‐　須永慶
- 咲子（百恵の姉） - 浅茅陽子
- 若松栄太郎（百恵の父） - 山田吾一

## スタッフ
- 脚本 - 西荻弓絵
- 演出 - 星田良子、梅沢利之
- 主題歌 - 中森明菜「とまどい」（ガウスエンタテインメント）
  - 作詞：森浩美/作曲：juni/編曲：Max Brightstone
- 演出補 - 三木茂
- 撮影 - 木村祐一郎
- TD - 石川清一
- 技術 - 佐々木俊幸
- 美術デザイン - 金子幸雄
- 美術制作 - 海津隆一
- 美術デスク - 平野裟一
- 制作 - ：中保眞典
- プロデューサー補 - 渡邊直美
- プロデューサー - 中山和記
- 協力 - バスク、アックス、緑山スタジオ・シティ
- 製作 - 共同テレビジョン、TBS